# コアゼガヤツリ
コアゼガヤツリは、水田などで普通に見られる小型のカヤツリグサ属の植物。小穂をつける枝がにぎやかなのが特徴。

## 特徴
コアゼガヤツリ(Cyperus haspan L.)は、単子葉植物カヤツリグサ科カヤツリグサ属の多年草。湿地にはえる柔らかな植物である。
根茎は横に這い、節々から花茎を立てる。根茎の様子は変化が多く、長く伸びる場合もあり、特に湿地ではよく広がる。その場合には花茎の根元の葉が発達しないことが多い。またほとんど横に広がらない場合もあり、その場合には花茎の根元の葉がある程度出る。全体に黄緑色でつやがある。
花茎はほぼ直立するが、柔らかくて頼りない。高さは20-50cm、断面は三角。先端に単一の花序をつける。その基部からは1-2枚の苞が出る。苞は細い葉状で、長いものは花序の枝より長くなる。
花序は長さ5-10cmくらいの枝が10-20も出て、それらは時に花茎の先端からくす玉のように広がる。この数は小型のカヤツリグサの中では多いものである。それぞれの枝の先端に2-3個ほど頭状に集まり、あるいはさらに短く枝が出てその先に小穂をつける。
小穂は長さ5-10mm、線形で扁平、赤みを帯び、10-25個の小花を含む。鱗片の先端はわずかに芒状に突出する。果実は倒卵形で断面は三角、柱頭は三裂する。

## 生育環境

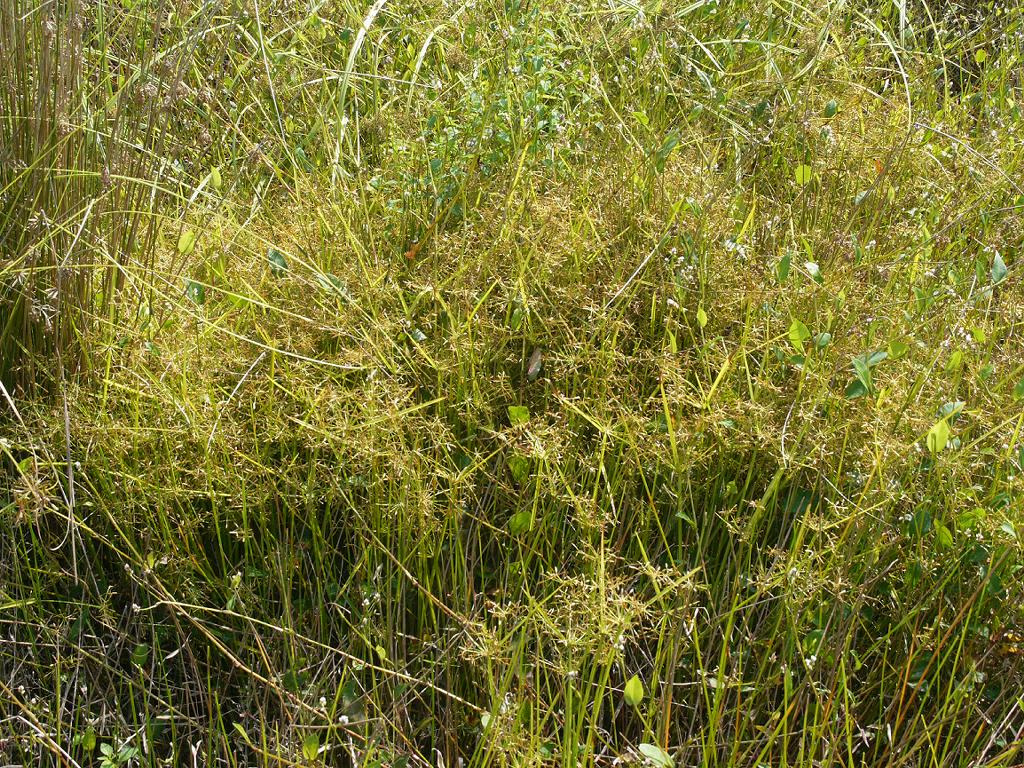
休耕田のコアゼガヤツリの群落

湿地に生える。水田にもよく出現し、畦や周辺の溝にも出る。背の低い群落を作ることが多い。

## 変異
上記のように変異の幅は広い。匍匐枝の出ないものをツルナシコアゼガヤツリ(var. microhaspan Makino)という。これは少し前までは（例えば北村他(1987)では）取り上げられてこなかった。

## 分布
暖地に分布し、本州（関東以西）、四国、九州、琉球列島では普通種である。国外ではアジアの熱帯域からオーストラリア、太平洋の諸島、アフリカ、マダガスカルにわたる分布域を持つ。

## 近縁種等
外見的に非常によく似たものにヒメガヤツリ（ミズハナビ） C. tenuispica Steud. がある。花茎の様子や花序、小穂まで非常によく似ている。大きな違いはこの種が一年草であることで、また根茎は発達せず、匍匐茎もなく、少数の茎が束になって出る点が異なる。ところがこれが実際に野外で見ると以外に区別点として使えない。年を越すかどうかなど、見ても分からないし、コアゼガヤツリでも根茎がはっきりしない場合もあるからである。匍匐茎があればコアゼガヤツリであることがはっきりするが、分かりにくい場合もある。その場合の一つの決め手になるのは、小穂の鱗片の着き方である。コアゼガヤツリの場合、鱗片は互いに密着しているので、その間から小穂の主軸が見えることはないが、ヒメガヤツリでは鱗片の間から主軸が見える。なお、コアゼガヤツリ・ヒメガヤツリ共に別名をミズハナビと言うことがある。これは水辺に生えて、その花序の様子が線香花火の火花が飛び散る様に似ていることに由来すると言う。
名前の上では似たものにアゼガヤツリもあるが、こちらは花序の枝がそれほど発達せず、穂や苞が水平に広がらないので随分見かけがずいぶん異なる。小穂はアゼガヤツリの方がずいぶん大きい。背丈はむしろコアゼガヤツリの方が高くなることもあるが、アゼガヤツリの方がしっかりした草である。

## 利害
水田雑草ではあるが、それほど繁茂するものではなく、また水田内部に広がることは少ない。